# Houtskool

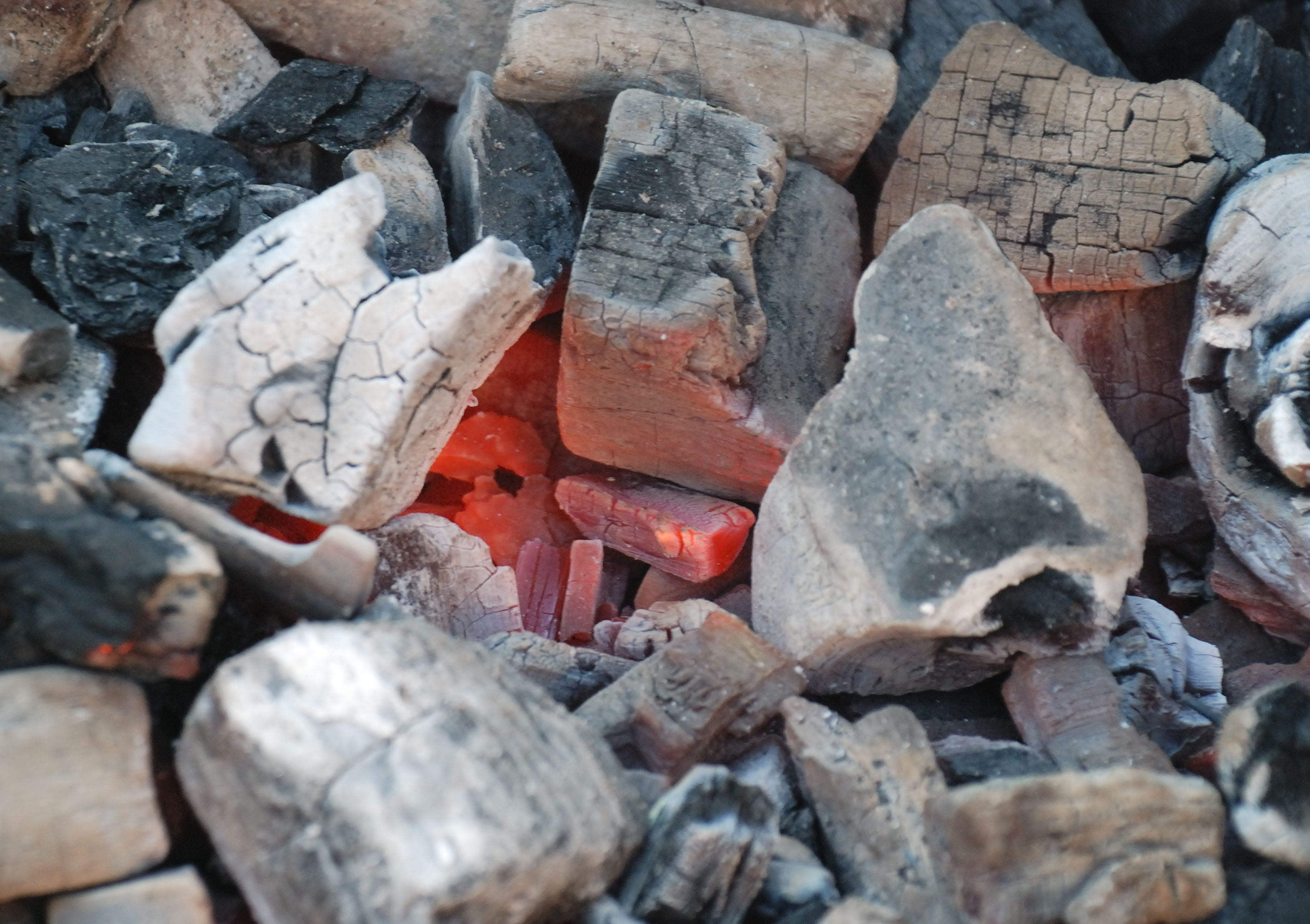
Houtskool

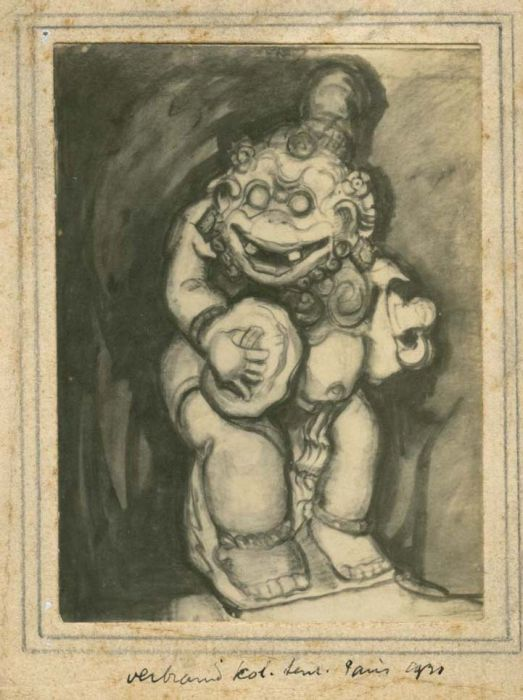
Houtskooltekening door Charles Sayers, collectie Wereldmuseum Amsterdam

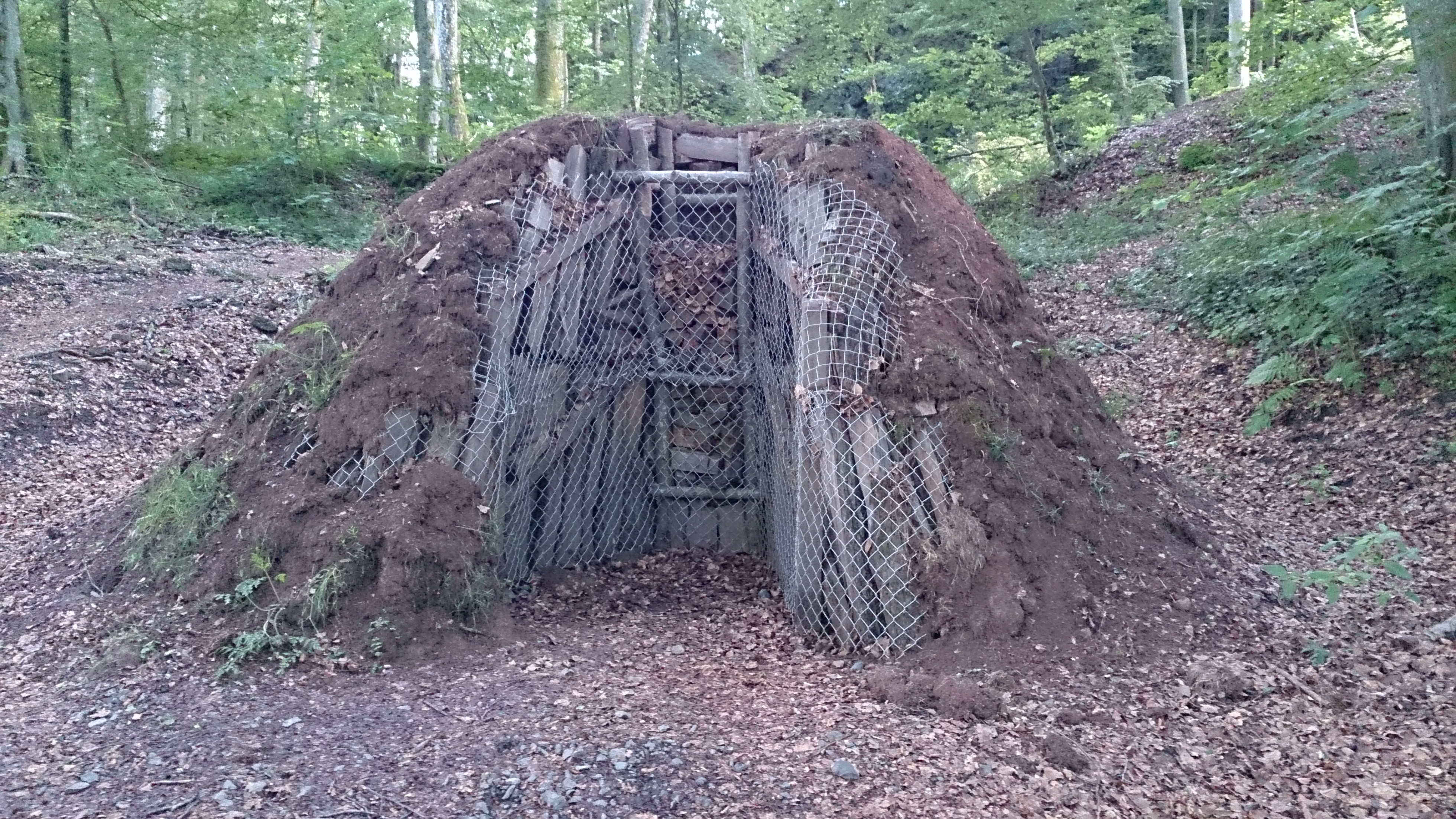
Opengewerkte meiler. De dikste stammen, soms wel een meter in diameter, werden in het midden geplaatst.

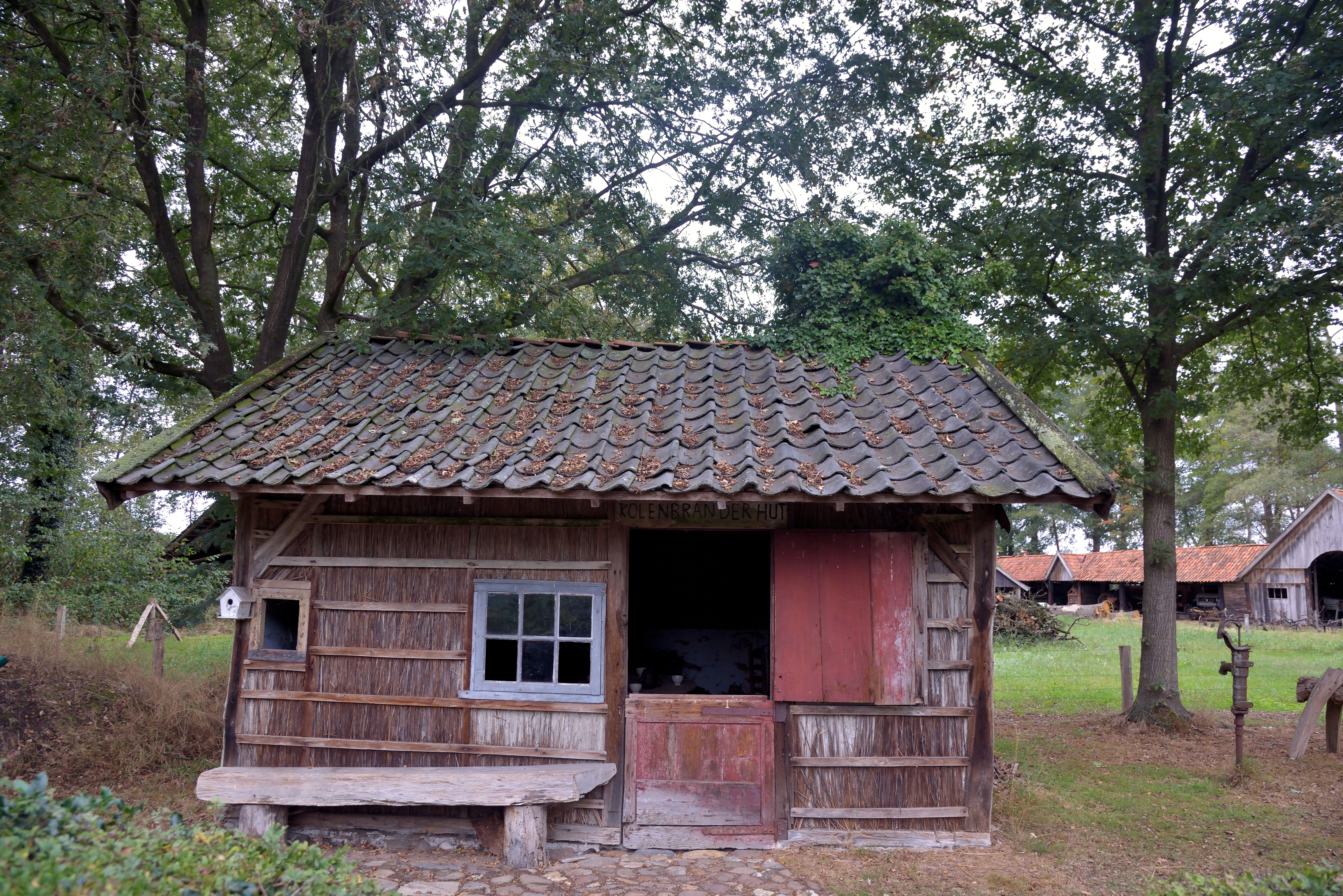
Kolenbrandershut in openluchtmuseum Erve Kots

Houtskool (Latijn: carbo), ofwel verkoling van hout, ontleent zijn betekenis aan de ontleding (pyrolyse) van hout. Het gaat om een bewerking waarbij hout wordt verhit op een zodanige wijze dat slechts een beperkte hoeveelheid zuurstof kan toetreden. Het grootste deel van het hout verbrandt dan niet en de vluchtige bestanddelen verdampen. In tegenstelling tot hout, dat uit complexe moleculen bestaat, is houtskool nagenoeg zuiver koolstof. Houtskool komt chemisch dicht bij steenkool of steenkoolcokes of turfcokes. 
Ook bepaalde vormen van biomassa-afval zijn geschikt voor het maken van houtskool, zoals: zaagsel, olijfpitten, palmschelpen en rijstschillen.

## Geschiedenis, oorsprong, eigenschappen en toepassingen
Houtskool werd wellicht ontdekt vanaf het moment dat de mens het vuur gebruikte. Circa duizend jaar voor Christus werd houtskool al toegepast om ijzer te winnen uit ijzererts. Bij het smelten van brons uit de Shang-dynastie in China werd ook houtskool gebruikt.
Het is duidelijk dat de Kelten houtskool gebruikten, want zonder deze stof zouden ze niet in staat zijn geweest om ijzeren zwaarden te vervaardigen. Bij opgravingen in Eeklo en Hooglede in België werden Romeinse houtskoolmeilers gevonden. In Hooglede vond men in 2016 zelfs 27 Romeinse houtskoolmeilers, wat wijst op een grootschalige productie. In Oostakker zijn 13 rechthoekige of ovale Gallo-Romeinse houtskoolbranderskuilen opgegraven.  Het houtskool werd niet alleen gebruikt voor ijzerproductie, waarbij in de oven een constante temperatuur van 1200 graden Celsius bereikt moet worden, maar ook voor metaalsmederij en het maken van glas. In de middeleeuwen werd het in Nederland ook gebruikt voor de productie van aardewerk. Het voordeel van het gebruik van houtskool tegenover hout, is dat men hogere temperaturen kan stoken en de verhitting plaatsvindt zonder vlammen.
In het Zoerselbos in de Antwerpse Kempen werden relicten van 49 meilers gevonden, waarvan de oudste dateren uit de periode 1280 en 1420 na Chr.
Houtskool is een veel gelijkmatigere stof dan hout en het brandt beter. Het is droog, terwijl hout dikwijls water bevat in de vorm van sap. In tegenstelling tot hout kan houtskool tot poeder vermalen worden. Daardoor krijgt het een grote oppervlakte en hecht het sterk aan allerlei ondergronden en chemicaliën.
Doordat het zwart afgeeft en dan sterk aan zijn ondergrond bindt, leent het zich ook voor artistieke doeleinden als tekenen. James Ensor en Pablo Picasso maakten tekeningen met houtskool. Houtskool werd samen met andere kleurstoffen gebruikt in de prehistorische grotschilderkunst. Sommige ervan werden gedateerd ca.23.000 voor Chr. Sindsdien hebben veel culturen het gebruikt in de kunst, als camouflage en in initiatierites. Veel volken uit Australië, delen van Afrika, eilanden in de Stille Oceaan, delen van Azië en elders gebruiken nog steeds lichaamsbeschildering bij rites ter gelegenheid van geboorten, huwelijken, oorlog, jacht en begrafenissen.
Houtskool was van 1000 tot 1918 een belangrijk bestanddeel van buskruit, naast kaliumnitraat (KNO3) en zwavel (S). Tot kort voor de Eerste Wereldoorlog werden hele bossen gerooid om er houtskool van te branden voor buskruit. Echter, Fouédjeu et al. beweren dat door de productie van houtskool het peil van de bebossing op stand werd gehouden met nieuw geplante bossen om weer verder voor de productie te kunnen gebruiken. Nadien werd voornamelijk 'rookloos' kruit (nitrokruit) gebruikt, gebaseerd op genitreerde koolwaterstoffen, bijvoorbeeld katoen ('schietkatoen') en zijn afgeleiden.
Vanwege de sterke hechting aan velerlei chemische stoffen wordt fijngemalen houtskool in de vorm van actieve kool veel gebruikt als adsorptiemiddel, bijvoorbeeld bij vergiftiging of om te ontgeuren of te ontkleuren. Actieve kool wordt ook gebruikt bij het maken van zwarte houtskoolzeep.

## Meilers en retorten

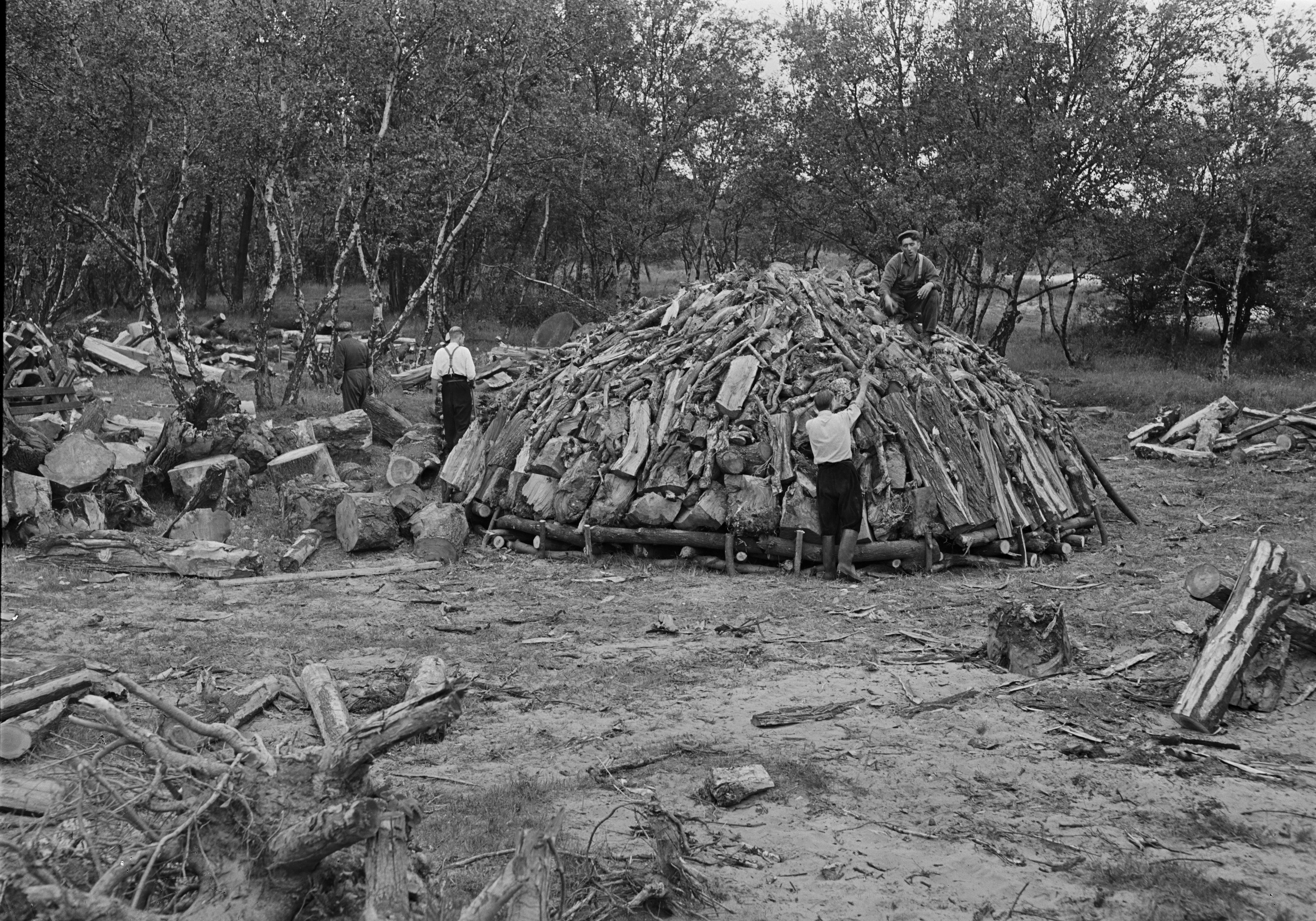
Houtskoolbranderij IJmuiden in 1950

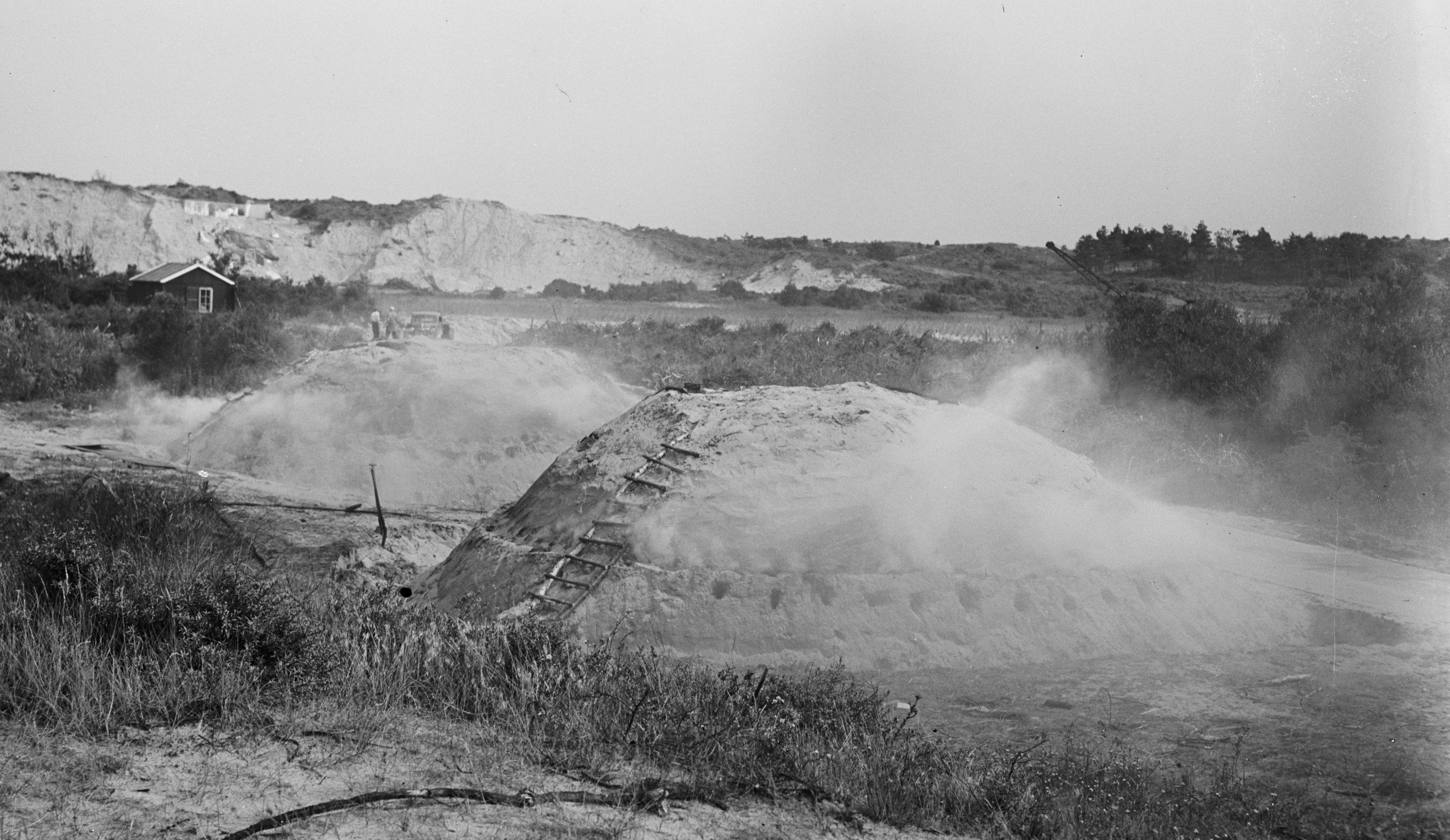
Brandende meiler in 1950

De constructie waarin houtskool op traditionele wijze wordt bereid heet een meiler. In Europa werden vroeger kuilmeilers en bovengrondse meilers (Platzmeilers) gebruikt. Voor de bereiding van een ton houtskool in een bovengrondse meiler is vijf tot acht kuub droog hout nodig. Het is een zeer specialistisch en tijdrovend proces. Omgehakte bomen worden veelal gebrand in meilers die ter plekke opgebouwd worden uit boomstammen en afgedekt met plaggen. Het branden duurt twee tot drie weken en vaklui sturen het proces bij door aan de zijkanten luchtgaten open te maken of te dichten.

In Nederland was de Uddelse firma Beekman een van de grootste houtskoolproducenten van West-Europa, de laatste die zo werkte, tot 1969. In de jaren zestig is men geleidelijk overgegaan op branden in stalen retorten. Het rendement verbeterde daarbij sterk: in meilers won Beekman uit vijftien kilo hout één kilo houtskool, begin eenentwintigste eeuw had men nog maar drie kilo hout nodig voor dezelfde opbrengst. Helemaal vergelijkbaar zijn die getallen niet: in meilers werd veelal vers gehakt hout gebruikt, terwijl men later vooral afvalhout gebruikte, dat veel droger is, en daarnaast tropisch hardhout, dat door opslag en vervoer vocht verloren had. In Europa geven boomsoorten als eik, beuk, es en den de beste kwaliteit houtskool.
In België is het bedrijf Tcharbon te Bertrix de enige producent die houtskool produceert in moderne ovens die met gas gestookt worden.

## Verband met ontbossing en klimaatsverandering
Houtskool werd vroeger in Europa als brandstof gebruikt, bij het koken van voedsel of grillen en de verwarming van huizen. Deze functie vervult het nog steeds in Afrika, in Brazilië en Haïti. In deze gebieden draagt de productie bij aan de ontbossing. In Afrika kunnen woestijnen zich zo uitbreiden.
In Nigeria wordt op grote schaal houtskool geproduceerd voor export naar Europa. De productie draagt bij tot de uitstoot van koolstofdioxide (CO2, een broeikasgas) en dus tot de klimaatsverandering. Hetzelfde doen recreatieve barbecues of pizzaovens die houtskool als brandstof gebruiken. De houtskool die in de Europese Unie gebruikt wordt, wordt voor ca. 70% ingevoerd, waarbij voor de productie van de geïmporteerde houtskool vaak Afrikaans tropisch hout gebruikt wordt. In het woud van de Gran Chaco (Zuid-Amerika) verdwijnt jaarlijks circa 40.000 hectare bos, onder meer als gevolg van export van houtskool. In de meeste landen is houtskool als brandstof vervangen door het betere steenkool en later door steenkoolcokes. 